# تمی و مرد مجرد
تَمی و مرد مجرد (انگلیسی: Tammy and the Bachelor) یک فیلم کمدی رمانتیک به کارگردانی «جوزف پِونی» است که در سال ۱۹۵۷ میلادی منتشر شد.
در همان سال، جی لیوینگستون و ری ایوانز برای ترانهٔ عامه‌پسند «تمی»، نامزد دریافت جایزهٔ اسکار برای بهترین ترانه شدند.

## بازیگران
- دبی رینولدز
- والتر برنان
- لسلی نیلسن
- مالا پاورز
- فی ری
- کریگ هیل
- میلدرد ناتویک
- سیدنی بلکمر
- فیلیپ اوبر
- لوئیز بیورز